# از طریق پنجره من (فیلم)
از دریچهٔ پنجرهٔ من (اسپانیایی: A través de mi ventana‎) یک فیلم عاشقانه نوجوان اسپانیایی محصول سال ۲۰۲۲ به کارگردانی «مارسال فورِس» بر اساس فیلمنامه‌ای از «ادوارد سولا» است که بر اساس رمانی به همین نام از «آریانا گودوی» ساخته شده‌است. در این فیلم خولیو پنیا فرناندس، کلارا گایه و پیلار کاسترو ایفای نقش می‌کنند.
دنباله‌ای با عنوان از «از دریچهٔ پنجرهٔ من: آنسوی دریا» در ۲۳ ژوئن ۲۰۲۳ منتشر شد. قسمت سوم و آخرین قسمت این سه‌گانه، «از دریچهٔ پنجرهٔ من: تماشای تو»، در ۲۳ فوریه ۲۰۲۴ منتشر شد.

## خلاصه داستان
راکل دختر نوجوانی است که به طرز جنون‌آمیزی عاشق همسایه جذاب و مرموز خود شده‌است. او تاکنون با این همسایه، به نام آرس حتی صحبت هم نکرده و خانواده‌اش نیز مخالف این عشق هستند. اما راکل می‌داند که تنها یک هدف دارد: اینکه آرس را عاشق خود کند. با این حال، او یک دختر درمانده نیست و قطعاً حاضر نیست در راه این عشق «همه چیز» خود را فدا کند.

## بازیگران
- خولیو پنیا فرناندس در نقش آرس ایدالگو
- کلارا گایه در نقش راکل مِندوسا
- پیلار کاسترو در نقش روسا ماریا
- اوگو آربوئس در نقش آپولو ایدالگو
- ریچل لاسکار در نقش سوفیا ایدالگو
- اریک ماسیپ در نقش آرتمیس ایدالگو
- ناتالیا آساهارا در نقش دانیلا
- گیلرمو لاشراس در نقش یوشی
- ماریا کاسالس در نقش مارکو
- لوسیا دِ لا پوئرتا در نقش سامی
- امیلیا لاسو در نقش کلاودیا

## انتشار
این فیلم در ۴ فوریه ۲۰۲۲ از نتفلیکس منتشر شد.

## دنباله‌ها
در فوریه ۲۰۲۲، نتفلیکس ساخت دنبالهٔ این فیلم را تأیید کرد و با حضور بازیگرانی چون «آندرئا چاپارو»، «ایوان لاپادولا» و «کارلا توس» به‌عنوان بازیگران تأیید شد.
«از دریچهٔ پنجرهٔ من: آنسوی دریا» در ۲۳ ژوئن ۲۰۲۳ منتشر شد. قسمت سوم و پایانی این سه‌گانه، «از دریچهٔ پنجرهٔ من: تماشای تو»، در ۲۳ فوریه ۲۰۲۴ منتشر شد.